# Кочкуров, Сергей Алексеевич
Сергей Алексеевич Кочкуров (род. 25 октября 1963, Ишимбай, Башкирская АССР) — российский топ-менеджер, генеральный директор компании «Лукойл» с 14 января 2025 года, до назначения — вице-президент по добыче нефти и газа в России, бывший вице-президент по производственному сервису «ЛУКОЙЛ», бывший генеральный директор ООО «Лукойл — Западная Сибирь» (с апреля 2012 по март 2019), бывший генеральный директор ТПП «Когалымнефтегаз».
Заслуженный работник нефтегазодобывающей промышленности ХМАО.
Проживал в Когалыме.

## Образование
- 1981 году окончил среднюю школу № 3 в г. Ишимбае (В.Дулов. По заслугам медаль «За заслуги»//газ. Восход, 5 сентября 2014, № 137—138 (12877-878), С.2).
- 1981—1986 — учёба в Уфимском нефтяном институте на горно-нефтяном факультете по специальности «Бурение нефтяных и газовых скважин».
- 2004 — Тюменский государственный нефтегазовый университет, специальность «Менеджмент организации».

## Работа
По распределению Уфимского нефтяного института был направлен в г. Когалым Тюменской области, где начал свою трудовую деятельность с помощника бурильщика КРС НГДУ «Ватьеганнефть». Работал мастером КРС, старшим геологом ЦДНГ, заместителем начальника ЦДНГ, начальником ЦДНГ. В 2000 году переведён главным инженером НГДУ «Повхнефть». В 2002 году назначен заместителем генерального директора по производству ТПП «Когалымнефтегаз». В 2003 году переведён главным инженером — первым заместителем генерального директора ТПП «Покачевнефтегаз». В 2005 году возглавил ТПП «Покачевнефтегаз». В мае 2009 года назначен генеральным директором ТПП «Когалымнефтегаз». С апреля 2012 по апрель 2019 года, возглавлял ООО «Лукойл — Западная Сибирь». В апреле 2019 года, Кочкуров Сергей Алексеевич назначен на должность вице-президента по производственному сервису Публичного Акционерного Общества ПАО «ЛУКОЙЛ». С 25 июня 2020 года, Кочкуров Сергей Алексеевич назначен на должность вице-президента по добычи нефти и газа в России Публичного Акционерного Общества ПАО «ЛУКОЙЛ».
В январе 2025 года, после введения санкций и досрочной отставки Вадима Воробьёва, Сергей Кочкуров был назначен генеральным директором ПАО «ЛУКОЙЛ».

## Семья
Отец — Алексей Кочкуров 40 лет отдал развитию ТЭК России (В.Дулов. По заслугам медаль «За заслуги»//газ. Восход, 5 сентября 2014, № 137—138 (12877-878), С.2).
Женат, имеет двоих детей.

## Награды
- Орден Почёта (23 августа 2019) — за достигнутые трудовые успехи и многолетнюю добросовестную работу[5]
- Медаль ордена «За заслуги перед Отечеством» II степени (2 мая 2014) — за достигнутые трудовые успехи, значительный вклад в социально-экономическое развитие Российской Федерации, реализацию внешнеполитического курса Российской Федерации, заслуги в гуманитарной сфере, укреплении законности и правопорядка, активную общественную деятельность, многолетнюю добросовестную работу[6]
- Заслуженный работник нефтегазодобывающей промышленности ХМАО
- Почётная грамотой Министерства топлива и энергетики России
- Почётный гражданин Когалыма
- Медаль «За гражданскую инициативу» (14 июня 2016) — за значительный вклад в благотворительную деятельность и активную гражданскую позицию
- Почётный нагрудный знак «За вклад в развитие законодательства» (28 февраля 2019)

## Тривия
- Является офицером запаса, военная кафедра Уфимского нефтяного института.
- Был кандидатом в мастера спорта СССР по плаванию.